# Hydrazon

Structuurformules van hydrazon (links), fenylhydrazon (midden) en dinitrofenylhydrazon (rechts).

Een hydrazon is in de organische chemie een functionele groep met als formule R1R2C=NNH2. Het is verwant met de keton en de aldehyde, doordat het zuurstofatoom is vervangen door de NNH2-groep. Voor de tijd dat spectroscopische identificatie van verbindingen mogelijk was, vormden fenylhydrazonen de methode bij uitstek om aldehyden en ketonen te identificeren.